# Schojn (starogrecka jednostka miary)
Schojn – starogrecka miara odległości, według Pliniusza Starszego równa 30 stadiom, czyli około 5,5 km.